# Мин, Александр Павлович
Александр Павлович Мин (2 декабря 1915 — 9 июля 1944) — советский офицер, участник Великой Отечественной войны, Герой Советского Союза (1945, посмертно).

## Биография
Родился в декабре 1915 года в селе Черсан-Дон ныне Шкотовского района Приморского края в семье крестьянина. Кореец. В 1932 году окончил 10 классов Шкотовской средней школы. В 1933—1937 годах учился на рабфаке в Дальневосточном государственном университете, при этом в 1932—1937 годах работал учителем русского языка в школе на острове Путятина. Во время депортации корейцев с Дальнего Востока в 1937 году А. П. Мин был депортирован с семьёй в Казахстан. Работал счетоводом в отделении «Главрыбы» города Аральска, затем учился в Саратовском финансово-кредитно-экономическом институте.
В мае 1941 года призван в Красную Армию. Окончив Рязанское военно-пехотное училище, красноармеец Мин проходил службу в строительном батальоне, участвовал в обороне Москвы. Осенью 1942 года окончил курсы младших лейтенантов при 13-й армии Брянского фронта. Проходил службу в должности адъютанта 1-го стрелкового батальона 605-го стрелкового полка 132-й стрелковой Бахмаческой Краснознамённой ордена Суворова дивизии.
Во время Курской битвы с 5 июля 1943 года адъютант 1-го стрелкового батальона лейтенант А. П. Мин организовал круговую оборону батальона и лично участвовал в отражении четырёх атак немецких войск. По оценке командира 605-го стрелкового полка майора Н. Я. Фоломиева, лейтенант Мин «…проявил исключительную храбрость. Когда прорывали кольцо окружения, т. Мин был непосредственно в боевых порядках бойцов и своим личным примером увлекал остальных». За этот эпизод награждён орденом Красной Звезды (25 июля 1943). В дальнейшем неоднократно награждался боевыми орденами за организацию взаимодействия между подразделениями.
В январе 1944 года капитан А. П. Мин назначен командиром батальона 605-го стрелкового полка 132-й стрелковой дивизии 65-й армии 1-го Белорусского фронта. Член ВКП(б) с 1944 года. Отличился в боях за освобождение Украины на территории Волынской области. 4—5 июля 1944 года в боях за город Ковель батальон под командованием капитана А. П. Мина отразил пять контратак и, преследуя отходящего противника, захватил село Старые Кошары.
Погиб в бою 9 июля 1944 года при прорыве сильно укреплённой обороны противника в районе села Паридубы.
Указом Президиума Верховного Совета СССР от 24 марта 1945 года «за образцовое выполнение боевых заданий командования на фронте борьбы с немецко-фашистским захватчиками и проявленные при этом мужество и героизм» капитану Мину Александру Павловичу посмертно присвоено звание Героя Советского Союза.
Он является единственным корейцем, удостоенным этой высшей степени отличия в годы Великой Отечественной войны.

## Награды и звания
- Герой Советского Союза (24 марта 1945, посмертно)[4];
- орден Ленина (24 марта 1945, посмертно);
- орден Александра Невского (9 февраля 1944[6]);
- орден Отечественной войны I степени (26 июля 1944, посмертно[7]);
- орден Отечественной войны II степени (20 сентября 1943[8]);
- орден Красной Звезды (25 июля 1943[3]).

## Память
Похоронен в братской могиле в посёлке Луков Волынской области.
У здания средней школы в селе Бурыл Жамбылской (ранее Джамбульской) области Республики Казахстан установлен бюст Героя. Именем Героя Советского Союза А. П. Мина названа улица в Ташкенте, сад в городе Аккурган (Республика Узбекистан).
В центре посёлка Путятин городского округа ЗАТО город Фокино на памятнике землякам, погибшим в Великой Отечественной войне 1941—1945 годов, его имя высечено первым среди 20-ти жителей острова, отдавших свою жизнь в боях за Родину. 5 сентября 2007 года на здании средней школы № 254 острова Путятина установлена мемориальная доска в честь Героя Советского Союза А. П. Мина. В школе также собраны материалы и проводятся уроки мужества об учителе-герое, в школьном музее представлена экспозиция.
Его именем названа улица в Ташкенте (ул. Александра Мина).

## Прочие факты
На фронтах Великой Отечественной войны сражались 1746 приморских учителей и тысячи учеников. Четыре учителя — А. П. Мин, Н. П. Пустынцев, Б. С. Сидоренко, Н. К. Якимович и 44 бывших учащихся довоенных и военных лет из городов и сёл края удостоены звания Героя Советского Союза. Половина из них награждены посмертно.